# Lista de ministérios de Portugal

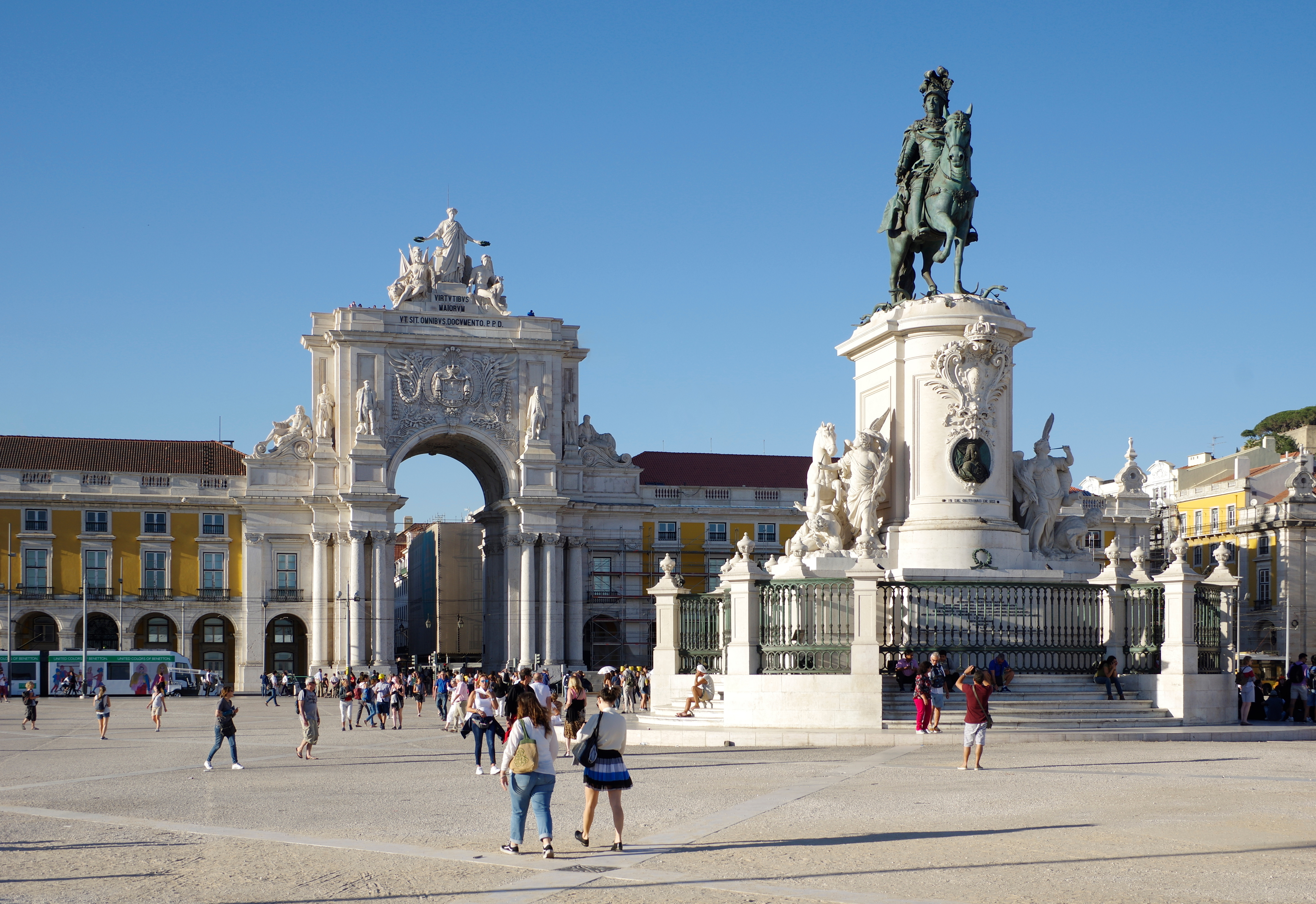
Terreiro do Paço, sede de diversos Ministérios do Governo Português, em Lisboa.

Esta é a lista de todos os ministérios de Portugal desde a criação dos cargos de secretário de Estado com pastas temáticas em 1736 até à atualidade da Terceira República.

## Monarquia absoluta(1736 – 1834)
- Secretaria de Estado dos Negócios Interiores do Reino (1736 – 1822)
- Secretaria de Estado dos Negócios Estrangeiros e da Guerra (1736 – 1822)
- Secretaria de Estado dos Negócios da Marinha e Domínios Ultramarinos (1736 – 1822)
- Secretaria de Estado dos Negócios da Fazenda (1801 – 1822)
- Secretaria de Estado dos Negócios Eclesiásticos e da Justiça (1821 – 1822)

## Monarquia constitucional(1822 – 1910)
- Ministério do Reino (1822 – 1910) — ver lista de ministros
- Ministério da Marinha e Ultramar (1822 – 1910) — ver lista de ministros
- Ministério dos Negócios Estrangeiros (1822 – 1910) — ver lista de ministros
- Ministério da Guerra (1822 – 1910) — ver lista de ministros
- Ministério dos Negócios Eclesiásticos e da Justiça (1822 – 1910) — ver lista de ministros
- Ministério da Fazenda (1822 – 1910) — ver lista de ministros
- Ministério das Obras Públicas, Comércio e Indústria (1852 – 1910) — ver lista de ministros
- Ministério da Instrução Pública (1870) — ver lista de ministros
- Ministério da Instrução Pública e Belas Artes (1890 – 1898) — ver lista de ministros

## Primeira República(1910 – 1926),Ditadura Militar(1926 – 1928) eDitadura Nacional(1928 – 1933)
- Ministério do Interior (1910 – 1933) — ver lista de ministros
- Ministério da Marinha e Colónias (1910 – 1911) — ver lista de ministros
- Ministério da Marinha (1911 – 1933) — ver lista de ministros
- Ministério das Colónias (1911 – 1933) — ver lista de ministros
- Ministério dos Negócios Estrangeiros (1910 – 1933) — ver lista de ministros
- Ministério da Guerra (1910 – 1933) — ver lista de ministros
- Ministério da Justiça (1910 – 1914) — ver lista de ministros
- Ministério da Justiça e dos Cultos (1914 – 1933) — ver lista de ministros
- Ministério da Fazenda (1910) — ver lista de ministros
- Ministério das Finanças (1910 – 1933) — ver lista de ministros
- Ministério das Obras Públicas, Comércio e Indústria (1910) — ver lista de ministros
- Ministério do Fomento (1910 – 1917) — ver lista de ministros
- Ministério do Comércio (1917 – 1919) — ver lista de ministros
- Ministério do Comércio e Comunicações (1919 – 1932) — ver lista de ministros do Comércio e das Comunicações
- Ministério da Agricultura (1918 – 1932) — ver lista de ministros
- Ministério das Subsistências e Transportes (1918) — ver lista de ministros das Subsistências e dos Transportes
- Ministério dos Abastecimentos (1918 – 1919) — ver lista de ministros
- Ministério do Comércio, Indústria e Agricultura (1932 – 1933) — ver lista de ministros do Comércio, da Indústria e da Agricultura
- Ministério das Obras Públicas e Comunicações (1932 – 1933) — ver lista de ministros das Obras Públicas e das Comunicações
- Ministério da Instrução Pública (1913 – 1933) — ver lista de ministros
- Ministério do Trabalho e Previdência Social (1916 – 1917) — ver lista de ministros
- Ministério do Trabalho (1917 – 1925) — ver lista de ministros

## Estado Novo(1933 – 1974)
- Presidência do Conselho de Ministros (1933 – 1974)
- Ministério do Interior (1933 – 1974) — ver lista de ministros
- Ministério da Marinha (1933 – 1974) — ver lista de ministros
- Ministério das Colónias (1933 – 1950) — ver lista de ministros
- Ministério do Ultramar (1950 – 1974) — ver lista de ministros
- Ministério dos Negócios Estrangeiros (1933 – 1974) — ver lista de ministros
- Ministério da Justiça e dos Cultos (1933 – 1934) — ver lista de ministros
- Ministério da Justiça (1934 – 1974) — ver lista de ministros
- Ministério das Finanças (1933 – 1974) — ver lista de ministros
- Ministério das Finanças e da Coordenação Económica (1974) — ver lista de ministros das Finanças e da Economia
- Ministério da Guerra (1933 – 1950) — ver lista de ministros
- Ministério do Exército (1950 – 1974) — ver lista de ministros
- Ministério da Defesa Nacional (1950 – 1974) — ver lista de ministros
- Ministério do Comércio e Indústria (1933 – 1940) — ver lista de ministros do Comércio e da Indústria
- Ministério da Agricultura (1933 – 1940) — ver lista de ministros
- Ministério da Economia (1940 – 1974) — ver lista de ministros
- Ministério da Agricultura e Comércio (1974) — ver lista de ministros da Agricultura e do Comércio
- Ministério da Indústria e Energia (1974) — ver lista de ministros da Indústria e da Energia
- Ministério das Obras Públicas e Comunicações (1933 – 1946) — ver lista de ministros das Obras Públicas e das Comunicações
- Ministério das Obras Públicas (1946 – 1974) — ver lista de ministros
- Ministério das Comunicações (1946 – 1974) — ver lista de ministros
- Ministério da Instrução Pública (1933 – 1936) — ver lista de ministros
- Ministério da Educação Nacional (1936 – 1974) — ver lista de ministros
- Ministério das Corporações e Previdência Social (1950 – 1973) — ver lista de ministros
- Ministério das Corporações e Segurança Social (1973 – 1974) — ver lista de ministros
- Ministério da Saúde e Assistência (1961 – 1973) — ver lista de ministros
- Ministério da Saúde (1973 – 1974) — ver lista de ministros

## Democracia(1974 – presente)
Observação: na Terceira República passou a ser comum a reorganização da estrutura do Governo, sempre que um novo primeiro-ministro entra em funções e, muitas vezes, mesmo a meio do seu mandato. Isto implicou que, durante os quase quarenta anos do regime, tenha havido tantas ou mais criações, extinções e mudanças de nome de ministérios do que durante os dois séculos anteriores.
| Ministério                                                                         | Período                                               | Governos                                                                           | Ministros |
| ---------------------------------------------------------------------------------- | ----------------------------------------------------- | ---------------------------------------------------------------------------------- | --- |
| Ministério da Administração Interna                                                | 1974 – atualidade                                     | Governos Prov. Governos Constit.                                                   | Lista dos ministros |
| Ministério da Agricultura                                                          | 1984 – 1985 1991 – 1995 2019 – 2024                   | IX, XII, XXII e XXIII Governos Constit.                                            | Lista dos ministros |
| Ministério da Agricultura, Comércio e Pescas                                       | 1981 – 1983                                           | VIII Governo Constit.                                                              | - Basílio Horta |
| Ministério da Agricultura, do Desenvolvimento Rural e das Pescas                   | 1995 – 2004 2005 – 2011                               | XIII a XV, XVII e XVIII Governos Constit.                                          | Lista dos ministros |
| Ministério da Agricultura, Florestas e Alimentação                                 | 1983 – 1984                                           | IX Governo Constit.                                                                | - Manuel Soares Costa |
| Ministério da Agricultura, Florestas e Desenvolvimento Rural                       | 2015 – 2019                                           | XXI Governo Constit.                                                               | - Luís Capoulas Santos |
| Ministério da Agricultura e do Mar                                                 | 2013 – 20152025 - atualidade                          | XIX, XX e XXV Governos Constit.                                                    | - Assunção Cristas |
| Ministério da Agricultura, do Mar, do Ambiente e do Ordenamento do Território      | 2011 – 2013                                           | XIX Governo Constit.                                                               | - Assunção Cristas |
| Ministério da Agricultura e Pescas                                                 | 1975 – 1981 2024 - 2025                               | IV, V e VI Governos Prov. I a VII e XXIV Governos Constit.                         | Lista dos ministros |
| Ministério da Agricultura, Pescas e Alimentação                                    | 1985 – 1991                                           | X e XI Governos Constit.                                                           | Lista dos ministros |
| Ministério da Agricultura, Pescas e Florestas                                      | 2004 – 2005                                           | XVI Governo Constit.                                                               | - Carlos da Costa Neves |
| Ministério do Ambiente                                                             | 1995 – 1999 2015 – 2018                               | XIII e XXI Governos Constit.                                                       | - Elisa Ferreira - Matos Fernandes (Lista dos ministros com a pasta do Ambiente)                                                                                              |
| Ministério do Ambiente e do Ordenamento do Território                              | 1999 – 2002 2004 – 2005 2009 – 2011                   | XIV, XVI e XVIII Governos Constit.                                                 | - José Sócrates - Luís Nobre Guedes - Dulce Pássaro |
| Ministério do Ambiente, do Ordenamento do Território e do Desenvolvimento Regional | 2005 – 2009                                           | XVII Governo Constit.                                                              | - Francisco Nunes Correia (Lista dos ministros com a pasta do Desenvolvimento Regional)                                                                                       |
| Ministério do Ambiente, Ordenamento do Território e Energia                        | 2013 – 2015                                           | XIX e XX Governos Constit.                                                         | - Jorge Moreira da Silva (Lista dos ministros com a pasta da Energia) |
| Ministério do Ambiente e da Ação Climática                                         | 2019 – 2024                                           | XXII e XXIII Governos Constit.                                                     | - Matos Fernandes |
| Ministério do Ambiente e da Energia                                                | 2024 - atualidade                                     | XXIV e XXV Governo Constit.                                                        | - Maria da Graça Carvalho |
| Ministério do Ambiente e Recursos Naturais                                         | 1990 – 1995                                           | XI e XII Governos Constit.                                                         | - Fernando Real - Carlos Borrego - Teresa Gouveia |
| Ministério do Ambiente e da Transição Energética                                   | 2018 – 2019                                           | XXI Governo Constit.                                                               | - Matos Fernandes |
| Ministério dos Assuntos Sociais                                                    | 1974 – 1983                                           | Governos Prov. I a VIII Governos Constit.                                          | Lista dos ministros |
| Ministério das Atividades Económicas e do Trabalho                                 | 2004 – 2005                                           | XVI Governo Constit.                                                               | - Álvaro Barreto |
| Ministério das Cidades, Administração Local, Habitação e Desenvolvimento Regional  | 2004 – 2005                                           | XVI Governo Constit.                                                               | - José Luís Arnaut |
| Ministério das Cidades, Ordenamento do Território e Ambiente                       | 2002 – 2004                                           | XV Governo Constit.                                                                | - Isaltino Morais - Amílcar Theias - Arlindo Cunha (Lista dos ministros com a pasta das Cidades e do Ordenamento do Território)                                               |
| Ministério da Ciência e do Ensino Superior                                         | 2002 – 2004                                           | XV Governo Constit.                                                                | - Pedro Lynce - Graça Carvalho |
| Ministério da Ciência, Inovação e Ensino Superior                                  | 2004 – 2005                                           | XVI Governo Constit.                                                               | - Graça Carvalho |
| Ministério da Ciência e Tecnologia                                                 | 1995 – 2002                                           | XIII e XIV Governos Constit.                                                       | - Mariano Gago |
| Ministério da Ciência, Tecnologia e Ensino Superior                                | 2005 – 2011 2015 – 2024                               | XVII, XVIII, XXI, XXII e XXIII Governos Constit.                                   | - Mariano Gago - Manuel Heitor - Elvira Fortunato |
| Ministério da Coesão Territorial                                                   | 2019 – 2025                                           | XXII, XXIII, XXIV Governo Constit.                                                 | - Ana Abrunhosa - Manuel Castro Almeida |
| Ministério do Comércio Externo                                                     | 1975 – 1976                                           | IV, V e VI Governos Prov.                                                          | - José da Silva Lopes - Domingos Lopes - Jorge Campinos |
| Ministério do Comércio Interno                                                     | 1975 – 1976                                           | V e VI Governos Prov.                                                              | - Manuel Macaísta Malheiros - Joaquim Magalhães Mota |
| Ministério do Comércio e Turismo                                                   | 1976 – 1981 1983 – 1985 1987 – 1995                   | I a VII, IX, XI e XII Governos Constit.                                            | |
| Ministério da Comunicação Social                                                   | 1974 – 1976 1978 – 1980                               | Governos Prov. IV e V Governos Constit.                                            | Lista dos ministros |
| Ministério da Cooperação                                                           | 1975 – 1976                                           | VI Governo Prov.                                                                   | - Vítor Crespo |
| Ministério da Coordenação Económica                                                | 1974                                                  | I Governo Prov.                                                                    | - Vasco Vieira de Almeida |
| Ministério da Coordenação Económica e do Plano                                     | 1979 – 1980                                           | V Governo Constit.                                                                 | - Carlos Corrêa Gago |
| Ministério da Coordenação Interterritorial                                         | 1974 – 1975                                           | I, II, III e IV Governos Prov.                                                     | - António de Almeida Santos |
| Ministério da Cultura                                                              | 1983 – 1985 1995 – 2011 2015 - 2025                   | IX, XIII a XVIII e XXI, XXII,XXIII e XXIV Governos Constit.                        | Lista dos ministros |
| Ministério da Cultura e Ciência                                                    | 1979 – 1980                                           | V Governo Constit.                                                                 | - Adérito Sedas Nunes |
| Ministério da Cultura e Coordenação Científica                                     | 1981 – 1983                                           | VIII Governo Constit.                                                              | - Francisco Lucas Pires |
| Ministério da Cultura, Igualdade e Cidadania                                       | 2015                                                  | XX Governo Constit.                                                                | - Teresa Morais |
| Ministério da Cultura, Juventude e Desporto                                        | 2025 - atualidade                                     | XXV Governo Constit.                                                               | |
| Ministério da Defesa Nacional                                                      | 1974 – 2004 2005 – atualidade                         | Governos Prov. I a XV e XVII a XXV Governos Constit.                               | Lista dos ministros |
| Ministério da Defesa Nacional e dos Assuntos do Mar                                | 2004 – 2005                                           | XVI Governo Constit.                                                               | - Paulo Portas |
| Ministério da Economia                                                             | 1974 – 1975 1995 – 2004 2013 – 20222024 - 2025        | II e III Governos Prov. XIII, XIV, XV, XIX, XX, XXI, XXII e XXIV Governos Constit. | Lista dos ministros |
| Ministério da Economia e da Coesão Territorial                                     | 2025 - atualidade                                     | XXV Governo Constit.                                                               | |
| Ministério da Economia e do Emprego                                                | 2011 – 2013                                           | XIX Governo Constit.                                                               | - Santos Pereira |
| Ministério da Economia e da Inovação                                               | 2005 – 2009                                           | XVII Governo Constit.                                                              | Lista dos ministros |
| Ministério da Economia, da Inovação e do Desenvolvimento                           | 2009 – 2011                                           | XVIII Governo Constit.                                                             | - Vieira da Silva |
| Ministério da Economia e do Mar                                                    | 2022 – 2024                                           | XXIII Governo Constit.                                                             | - António Costa Silva |
| Ministério da Educação                                                             | 1979 – 1980 1982 – 1985 1987 – 2011 2015 – 2024       | V, IX, XI a XVIII, XXI, XXII e XXIII Governos Constit.                             | Lista dos ministros |
| Ministério da Educação, Ciência e Inovação                                         | 2024 - atualidade                                     | XXIV e XXV Governo Constit.                                                        | Fernando Alexandre |
| Ministério da Educação e Ciência                                                   | 1980 – 1981 2011 – 2015                               | VI, VII, XIX e XX Governos Constit.                                                | Lista dos ministros |
| Ministério da Educação e Cultura                                                   | 1974 – 1975 1978 1985 – 1987                          | I a V Governos Prov. II, III e X Governos Constit.                                 | Lista dos ministros |
| Ministério da Educação e Investigação Científica                                   | 1975 – 1978 1978 – 1979                               | VI Governo Prov. I e IV Governos Constit.                                          | Lista dos ministros |
| Ministério da Educação e das Universidades                                         | 1981 – 1982                                           | VIII Governo Constit.                                                              | Lista dos ministros |
| Ministério do Emprego e da Segurança Social                                        | 1987 – 1995                                           | XI e XII Governos Constit.                                                         | Lista dos ministros |
| Ministério do Equipamento Social                                                   | 1983 – 1985 1995 – 1996 1999 – 2002                   | IX, XIII e XIV Governos Constit.                                                   | Lista dos ministros |
| Ministério do Equipamento Social e do Ambiente                                     | 1974 – 1975                                           | I, II, III, IV e V Governos Prov.                                                  | Lista dos ministros |
| Ministério do Equipamento, do Planeamento e da Administração do Território         | 1996 – 1999                                           | XIII Governo Constit.                                                              | - João Cravinho |
| Ministério das Finanças                                                            | 1974 – 1978 1979 – 1980 1985 – 2004 2005 – atualidade | II, III, IV, V e VI Governos Prov. I, V, X a XV e XVII a XXV Governos Constit.     | Lista dos ministros |
| Ministério das Finanças e da Administração Pública                                 | 2004 – 2005                                           | XVI Governo Constit.                                                               | - Bagão Félix |
| Ministério das Finanças e do Plano                                                 | 1978 – 1979 1980 – 1985                               | II a IV e VI a IX Governos Constit.                                                | Lista dos ministros |
| Ministério da Habitação                                                            | 2022 – 2024                                           | XXIII Governos Constit.                                                            | - Marina Gonçalves |
| Ministério da Habitação e Obras Públicas                                           | 1978 – 1981                                           | II a VII Governos Constit.                                                         | Lista dos ministros |
| Ministério da Habitação, Obras Públicas e Transportes                              | 1981 – 1983                                           | VIII Governo Constit.                                                              | - José Viana Baptista |
| Ministério da Habitação, Urbanismo e Construção                                    | 1975 – 1978                                           | VI Governo Prov. I Governo Constit.                                                | - Eduardo Pereira |
| Ministério da Indústria                                                            | 1979 – 1980                                           | V Governo Constit.                                                                 | - Fernando Videira (Lista dos ministros com a pasta da Indústria) |
| Ministério da Indústria e Comércio                                                 | 1985 – 1987                                           | X Governo Constit.                                                                 | - Fernando Santos Martins (Lista dos ministros com a pasta do Comércio) |
| Ministério da Indústria e Energia                                                  | 1980 – 1981 1983 – 1985 1987 – 1995                   | VI, VII, IX, XI e XII Governos Constit.                                            | (Lista dos ministros com a pasta da Indústria e da Energia) |
| Ministério da Indústria, Energia e Exportação                                      | 1981 – 1983                                           | VIII Governo Constit.                                                              | - Ricardo Bayão Horta |
| Ministério da Indústria e Tecnologia                                               | 1975 – 1979                                           | IV, V e VI Governos Prov. I a IV Governos Constit.                                 | Lista dos ministros |
| Ministério das Infraestruturas                                                     | 2022 – 2024                                           | XXIII Governos Constit.                                                            | - João Galamba - Frederico Francisco |
| Ministério das Infraestruturas e da Habitação                                      | 2019 – 2022 2024 - atualidade                         | XXII, XXIII , XXIV e XXV Governos Constit.                                         | - Miguel Pinto Luz |
| Ministério da Integração Europeia                                                  | 1981                                                  | VII Governo Constit.                                                               | - Álvaro Barreto |
| Ministério da Justiça                                                              | 1974 – 1981 1983 – atualidade                         | Governos Prov. I a VII e IX a XXV Governos Constit.                                | Lista dos ministros |
| Ministério da Justiça e da Reforma Administrativa                                  | 1981 – 1983                                           | VIII Governo Constit.                                                              | - José Menéres Pimentel |
| Ministério da Juventude e do Desporto                                              | 2000 – 2002                                           | XIV Governo Constit.                                                               | - Armando Vara - José Lello |
| Ministério da Juventude e Modernização                                             | 2024 - 2025                                           | XXIV Governo Constit.                                                              | |
| Ministério do Mar                                                                  | 1983 – 1985 1991 – 1995 2015 – 2022                   | IX, XII, XXI e XXII Governos Constit.                                              | Lista dos ministros (Lista dos ministros com a pasta do Mar) |
| Ministério da Modernização do Estado e da Administração Pública                    | 2019 – 2022                                           | XXI e XXII Governos Constit.                                                       | - Alexandra Leitão |
| Ministério dos Negócios Estrangeiros                                               | 1974 – 2004 2005 – atualidade                         | Governos Prov. I a XIV e XVII a XXV Governos Constit.                              | Lista dos ministros |
| Ministério dos Negócios Estrangeiros e Comunidades Portuguesas                     | 2002 – 2005                                           | XV e XVI Governos Constit.                                                         | Lista dos ministros |
| Ministério das Obras Públicas                                                      | 1975 – 1978                                           | VI Governo Prov. I Governo Constit.                                                | Lista dos ministros |
| Ministério das Obras Públicas, Transportes e Comunicações                          | 1985 – 1995 2004 – 2011                               | X a XII e XVI a XVIII Governos Constit.                                            | - João M.ª Oliveira Martins - Joaquim Ferreira do Amaral - António Mexia - Mário Lino - António Mendonça (Lista dos ministros com a pasta dos Transportes e das Comunicações) |
| Ministério das Obras Públicas, Transportes e Habitação                             | 2002 – 2004                                           | XV Governo Constit.                                                                | - Luís Valente de Oliveira - Carmona Rodrigues (Lista dos ministros com a pasta da Habitação)                                                                                 |
| Ministério do Planeamento                                                          | 1999 – 2002 2019 – 2022                               | XIV, XXI e XXII Governos Constit.                                                  | Lista dos ministros |
| Ministério do Planeamento e da Administração do Território                         | 1987 – 1995                                           | XIXeII Gov. Constit.                                                               | - Luís Valente de Oliveira (Lista dos ministros com a pasta da Administração do Território)                                                                                   |
| Ministério do Planeamento e Coordenação Económica                                  | 1975                                                  | IV e V Governos Prov.                                                              | - Mário Murteira |
| Ministério do Planeamento e das Infraestruturas                                    | 2015 – 2019                                           | XXI Governo Constit.                                                               | - Pedro Marques |
| Ministério do Plano e da Administração do Território                               | 1985 – 1987                                           | X Governo Constit.                                                                 | - Luís Valente de Oliveira |
| Ministério do Plano e Coordenação Económica                                        | 1976 – 1978                                           | I Governo Constit.                                                                 | - António Sousa Gomes |
| Ministério da Presidência e da Modernização Administrativa                         | 2015 – 2019                                           | XXI Governo Constit.                                                               | - Maria Manuel Leitão Marques - Mariana Vieira da Silva |
| Ministério para a Qualificação e o Emprego                                         | 1995 – 1997                                           | XIII Governo Constit.                                                              | - M.ª João Rodrigues |
| Ministério da Qualidade de Vida                                                    | 1981 – 1985                                           | VII a IX Governos Constit.                                                         | Lista dos ministros |
| Ministério da Reforma Administrativa                                               | 1978 1981                                             | II e VII Gov. Constit.                                                             | Lista dos ministros |
| Ministério da Reforma do Estado                                                    | 2025 - atualidade                                     | XXV Governo Constit.                                                               | |
| Ministério da Reforma do Estado e da Administração Pública                         | 1999 – 2002                                           | XIV Governo Constit.                                                               | - Alberto Martins |
| Ministério da Saúde                                                                | 1983 – atualidade                                     | IX a XXV Governos Constit.                                                         | Lista dos ministros |
| Ministério da Segurança Social, da Família e da Criança                            | 2004 – 2005                                           | XVI Governo Constit.                                                               | - Fernando Negrão |
| Ministério da Segurança Social e Trabalho                                          | 2002 – 2004                                           | XV Governo Constit.                                                                | - Bagão Félix |
| Ministério da Solidariedade, Emprego e Segurança Social                            | 2013 – 2015                                           | XIX e XX Governos Constit.                                                         | - Mota Soares |
| Ministério da Solidariedade e Segurança Social                                     | 1995 – 1998 2011 – 2013                               | XIII e XIX Governos Constit.                                                       | - Ferro Rodrigues - Mota Soares |
| Ministério do Trabalho                                                             | 1974 – 1983                                           | Governos Prov. I a VIII Governos Constit.                                          | Lista dos ministros |
| Ministério do Trabalho e Segurança Social                                          | 1983 – 1987                                           | IX e X Governos Constit.                                                           | - Amândio de Azevedo - Luís Mira Amaral |
| Ministério do Trabalho e da Solidariedade                                          | 1998 – 2002                                           | XIII e XIV Governos Constit.                                                       | - Ferro Rodrigues - Paulo Pedroso |
| Ministério do Trabalho, Solidariedade e Segurança Social                           | 2015 – atualidade                                     | XXI a XXV Governo Constit.                                                         | - Vieira da Silva - Ana Mendes Godinho |
| Ministério do Trabalho e da Solidariedade Social                                   | 2005 – 2011                                           | XVII e XVIII Governos Constit.                                                     | - Vieira da Silva - Helena André |
| Ministério dos Transportes e Comunicações                                          | 1975 – 1981                                           | IV a VI Governos Prov. I a VII Governos Constit.                                   | Lista dos ministros |
| Ministério do Turismo                                                              | 2004 – 2005                                           | XVI Governo Constit.                                                               | - Telmo Correia |
| Ministério da Presidência do Conselho de Ministros                                 | 1974 – atualidade                                     | Governos Prov. Governos Constit.                                                   | Lista dos primeiros-ministros |

## Outros cargos de ministros que não tutelavam um ministério
- Vice-presidente do Ministério (1927) — ver lista de vice-chefes de governo
- Vice-primeiro-ministro (1975; 1980 – 1981; 1981 – 1985; 1987 – 1990; 2013 – 2015) — ver lista de vice-chefes de governo
- Vice-primeiro-ministro para os Assuntos Económicos e Integração Europeia (1978 – 1979) — ver lista de vice-chefes de governo, da Economia e para a Integração Europeia
- Ministro da Presidência (1950 – 1961; 1987 – 1995; 1995 – 1997; 1999 – 2011; 2024 - atualidade) — ver lista de ministros
- Ministro da Presidência e dos Assuntos Parlamentares (2013 – 2015) — ver lista de ministros da Presidência e dos Assuntos Parlamentares
- Ministro da Presidência e do Desenvolvimento Regional (2015) — ver lista de ministros da Presidência e do Desenvolvimento Regional
- Ministro da Presidência e da Modernização Administrativa (2015 – 2024) — ver lista de ministros da Presidência e da Modernização Administrativa
- Ministro da Modernização Administrativa (2015) – ver lista de ministros
- Ministro de Estado (1961 – 1970; 1971 – 1974; 1976 – 1978; 1981 – 1987; 1999 – 2015) — ver lista de ministros
- Ministro adjunto do presidente do Conselho (1961 – 1970; 1971 – 1974) — ver lista de ministros
- Ministro adjunto do primeiro-ministro (1974; 1978 – 1979; 1980 – 1981; 1997 – 2005) — ver lista de ministros
- Ministro adjunto para a Administração Interna (1979 – 1980) — ver lista de ministros adjuntos e da Administração Interna
- Ministro adjunto do primeiro-ministro e dos Assuntos Parlamentares (1981 – 1982) — ver lista de ministros adjuntos e dos Assuntos Parlamentares
- Ministro adjunto e para os Assuntos Parlamentares (1985 – 1987) — ver lista de ministros adjuntos e dos Assuntos Parlamentares
- Ministro adjunto e da Juventude (1987 – 1991) — ver lista de ministros adjuntos e da Juventude
- Ministro adjunto e dos Assuntos Parlamentares (1991 – 1992; 2011 – 2013) — ver lista de ministros adjuntos e dos Assuntos Parlamentares
- Ministro adjunto (1992 – 1997; 1999 – 2000; 2015 – atualidade) — ver lista de ministros
- Ministro adjunto e do Desenvolvimento Regional (2013 – 2015) — ver lista de ministros adjuntos e do Desenvolvimento Regional
- Ministro sem pasta (1974 – 1975; 1976 – 1978) — ver lista de ministros
- Ministro da Coordenação Social (1979 – 1980)
- Ministro da Coordenação Cultural (1979 – 1980)
- Ministro para a Integração Europeia (1981) — ver lista de ministros
- Ministro dos Assuntos Parlamentares (1982 – 1985; 1987 – 1991; 1997 – 1999; 2002 – 2004; 2005 – 2011; 2015) — ver lista de ministros
- Ministro da Igualdade (1999 – 2000) — ver lista de ministros
- Ministro da Juventude, Desporto e Reabilitação (2004) — ver lista de ministros
- Ministro da República para a Região Autónoma dos Açores (1976 – 2006) — ver lista de ministros
- Ministro da República para a Região Autónoma da Madeira (1976 – 2006) — ver lista de ministros

1. ↑  «Governo de Portugal». www.portugal.gov.pt. Consultado em 3 de abril de 2024